# Sunday Night Fever
Sunday Night Fever was een Nederlands talentenjachtprogramma, gepresenteerd door Chantal Janzen waarin gezocht werd naar de mannelijke hoofdrolspeler in de musical Saturday Night Fever, Tony Manero. Het programma werd uitgezonden door RTL 4 en was te zien op 3 december 2011 en vanaf 4 december iedere zondagavond tot en met 1 januari 2012. Het programma werd geproduceerd door Talpa Producties.

## Format
Na vier seizoenen Op zoek naar ... gaf de AVRO te kennen met dit programma te willen stoppen. Joop van den Ende Theaterproducties echter gaf aan door te willen gaan met audities op tv en benaderde RTL 4 of zij op zoek wilden gaan naar Tony Manero. Qua format wordt aangesloten bij de liveshows van The voice of Holland. In tegenstelling tot de voice waren er geen blinde audities, want dans en spel is voor een musical net zo belangrijk als zang. De twaalf kandidaten die te zien waren in de eerste liveshow waren verdeeld in twee teams van elk zes kandidaten. Ieder team werd begeleid door twee coaches:
- Carlo Boszhard en Julie Fryer
- Kim-Lian van der Meij en Jan Kooijman

Tijdens de liveshows kon het publiek stemmen en uit de twee of drie kandidaten per team met de minste stemmen beslissen de coachteams wie er per team door mocht naar de volgende liveshow. Uiteindelijk streden op 1 januari 2012 de overgebleven vier kandidaten (twee per team) om de hoofdrol in Saturday Night Fever. In iedere liveshow waren tevens beelden te zien van fysieke opdrachten die de kandidaten moesten uitvoeren, want zij moesten bewijzen ook conditioneel klaar te zijn voor het avond-aan-avond neerzetten van de hoofdrol in de dansmusical.

## Eerste uitzending
Op 3 december 2011 zijn beelden van de audities te zien geweest van de ongeveer 100 kandidaten. Slechts 18 van hen werden toegelaten tot een trainingsprogramma met zang-, dans- en acteerlessen. De 18 kandidaten hebben ten slotte in groepjes van drie opgetreden voor de vier coaches. Elk van de coachteams heeft uit iedere groep één kandidaat mogen kiezen, waarbij de coachteams om en om de eerste keus hadden. Tevens beschikten de coachteams elk over een joker, die één keer ingezet mocht worden: bij het inzetten van de joker door een coachteam verkreeg dat team toch de eerste keus.
 – Joker ingezet
vetgedrukt - Eerste keus
| Volgorde | Team Boszhard/Fryer | Team Van der Meij/Kooijman | Uitgeschakeld | Opmerkingen |
| -------- | ------------------- | -------------------------- | ------------- | --- |
| 1        | Rob                 | Javan                      | Erik          | |
| 2        | Colin               | Alessandro                 | Thomas        | Boszhard en Fryer waren het onderling niet eens, uiteindelijk gekozen voor Colin                               |
| 3        | Daniel              | Déon                       | Kevin         | |
| 4        | Marcel S            | Marcel V                   | Pjotr         | Boszhard en Fryer waren niet overtuigd door de overgebleven kandidaten, maar hebben wel een keuze moeten maken |
| 5        | Mathijs             | Vincent                    | Martijn       | |
| 6        | Joey                | Jurriaan                   | Roy           | |

## De teams
De twee teams bestonden uit de volgende 12 kandidaten:
| Nummer | Team Boszhard/Fryer | Team Van der Meij/Kooijman |
| ------ | ------------------- | -------------------------- |
| 1      | Colin Enrico        | Jurriaan Bles              |
| 2      | Joey Ferre          | Javan Hoen                 |
| 3      | Rob van de Geijn    | Déon Leon                  |
| 4      | Mathijs Pater       | Vincent Pelupessy          |
| 5      | Marcel Swerissen    | Alessandro Pierotti        |
| 6      | Daniel Vissers      | Marcel Visscher            |

## Liveshows
Tijdens de liveshows vallen telkens 2 kandidaten af, een van elk team. Het publiek kan door te bellen of sms'en kandidaten veilig stellen. Uit de overige 2 of 3 moeten de coaches 1 iemand van hun team naar huis sturen.
| Team            | Kandidaat  | Show 1     | Show 2     | Show 3     | Show 4     | Finale 1   | Finale 2   |
| --------------- | ---------- | ---------- | ---------- | ---------- | ---------- | ---------- | ---------- |
| Carlo en Julie  | Joey       | Veilig     | Veilig     | Veilig     | Veilig     | Veilig     | Winnaar    |
| Jan en Kim-Lian | Alessandro | Veilig     | Bottom 3   | Veilig     | Bottom 2   | Veilig     | Afgevallen |
| Jan en Kim-Lian | Deon       | Veilig     | Veilig     | Bottom 2   | Veilig     | Afgevallen |            |
| Carlo en Julie  | Mathijs    | Veilig     | Bottom 3   | Bottom 2   | Bottom 2   | Afgevallen |            |
| Jan en Kim-Lian | Javan      | Veilig     | Veilig     | Veilig     | Afgevallen |            |            |
| Carlo en Julie  | Marcel S.  | Veilig     | Veilig     | Veilig     | Afgevallen |            |            |
| Jan en Kim-Lian | Marcel V.  | Bottom 3   | Bottom 3   | Afgevallen |            |            |            |
| Carlo en Julie  | Daniël     | Bottom 3   | Bottom 3   | Afgevallen |            |            |            |
| Jan en Kim-Lian | Jurriaan   | Bottom 3   | Afgevallen |            |            |            |            |
| Carlo en Julie  | Colin      | Bottom 3   | Afgevallen |            |            |            |            |
| Jan en Kim-Lian | Vincent    | Afgevallen |            |            |            |            |            |
| Carlo en Julie  | Rob        | Afgevallen |            |            |            |            |            |

### Liveshow 1
Datum uitzending: 4 december 2011
Competitie performances
| Volgorde | Kandidaat           | Nummer              |
| -------- | ------------------- | ------------------- |
| 1        | Alessandro en Javan | Footloose           |
| 2        | Joey en Marcel S.   | Kijk me na          |
| 3        | Vincent en Jurriaan | Thunder in my Heart |
| 4        | Colin en Daniël     | More                |
| 5        | Deon en Marcel V.   | Afscheid            |
| 6        | Mathijs en Rob      | I got Life (Hair)   |

De zes kandidaten per team hebben elk een duet gezongen met een medekandidaat per team. Uiteindelijk zijn door de coaches Rob (team Fryer/Boszhard) en Vincent (team Van der Meij/Kooijman) naar huis gestuurd.

### Liveshow 2
Datum uitzending: 11 december 2011
Competitie performances
| Volgorde | Kandidaat          | Nummer                   |
| -------- | ------------------ | ------------------------ |
| 1        | Marcel S. en Colin | Don't Stop me now        |
| 2        | Deon en Alessandro | Take a Bow               |
| 3        | Javan en Marcel V. | Beat It                  |
| 4        | Joey en Mathijs    | Fame                     |
| 5        | Jurriaan en Daniël | Ik Wil niet dat je Liegt |

Vier van de vijf overgebleven kandidaten per team hebben elk weer een duet gezongen met een medekandidaat per team. Omdat er nu maar vijf, dus een oneven aantal kandidaten per team waren, moest de overgebleven kandidaat van team Boszhard/Fryer, Daniel, samen zingen met de overgebleven kandidaat van het andere team, Jurriaan. Deze twee kandidaten behoorden vorige week tot de laatste twee die gered waren door de coaches. Na de stemming door het publiek zaten beide kandidaten weer bij de laatste drie van elk team, maar Daniel mocht door de naar volgende liveshow. Uiteindelijk zijn door de coaches Colin (team Fryer/Boszhard) en Jurriaan (team Van der Meij/Kooijman) naar huis gestuurd.

### Liveshow 3
Datum uitzending: 18 december 2011
Competitie performances
| Volgorde | Kandidaat  | Nummer             |
| -------- | ---------- | ------------------ |
| 1        | Mathijs    | P.Y.T.             |
| 2        | Joey       | Proud of your Boy  |
| 3        | Javan      | Beter              |
| 4        | Deon       | Far From Over      |
| 5        | Marcel S.  | Wicked Ways        |
| 6        | Daniël     | I Like It          |
| 7        | Alessandro | Dromen Zijn Bedrog |
| 8        | Marcel V.  | Hot Stuff          |

Tijdens een dansnummer met zijn team kwam Joey ongelukkig ten val en draaide zijn knie uit de kom. Hij had zijn solo toen al gezongen. Alessandro had de hele week al een keelontsteking en de zang werd tijdens zijn nummer na drie regels gepland overgenomen door Rolf Koster, achtergrondzanger bij de band. Hijzelf danste alleen. Beide heren werden door het publiek veilig gesteld en Daniël en Mathijs (Team Carlo en Julie) en Deon en Marcel V. (Jan en Kim-Lian) kwamen voor de jury te staan. Daniël en Marcel V. moesten naar huis.

### Liveshow 4
Datum uitzending: 25 december 2011
Competitie performances
| Volgorde | Kandidaat  | Nummer               |
| -------- | ---------- | -------------------- |
| 1        | Deon       | Go the Distance      |
| 2        | Mathijs    | The Lady is a Tramp  |
| 3        | Alessandro | Lady's Choice        |
| 4        | Marcel S.  | More than a Woman    |
| 5        | Javan      | Just the Way you are |
| 6        | Joey       | Grease               |

De show werd op eerste kerstdag uitgezonden en geheel in thema werden als groepsnummers kersthits gezongen. De show bereikte met slechts 278.000 kijkers een dieptepunt wat betreft kijkcijfers. Javan en Marcel S. werden door hun coaches naar huis gestuurd. De 4 overigen staan in de finale.

### Finale
Datum uitzending: 1 januari 2012
Optredens deel 1
| Volgorde | Kandidaat  | Nummer                                |
| -------- | ---------- | ------------------------------------- |
| 1        | Mathijs    | Your Song (Moulin Rouge)              |
| 2        | Alessandro | Greased Lightning (Grease)            |
| 3        | Joey       | Something is Coming (West Side Story) |
| 4        | Deon       | One Night Only (Dreamgirls)           |

Na de solo's werden de lijnen bevroren en werd van elk team een kandidaat geëlimineerd. Dit gebeurde op basis van een stemming waarbij het publiek en de jury elk 50% van de stemming bepaalde. Met 55% van de Jury en 67% van het publiek ging Joey door bij Team Carlo/Julie en bij team Kim-Lian/Jan ging Alessandro door met 60% van de jury en 42% van het publiek.
Optredens deel 2
| Volgorde | Kandidaat                   | Nummer               |
| -------- | --------------------------- | -------------------- |
| 5        | Alessandro en Joey          | Night Fever          |
| 6        | Joey, Alessandro en Noortje | Hoe ver zal dit Gaan |

In het laatste deel van de show zongen de overgebleven twee liedjes uit de musical, waarvan een met tegenspeelster Noortje Herlaar. Alleen het publiek bepaalde de einduitslag. Joey won en kreeg de hoofdrol in de musical Saturday Night Fever.

## Acceptatie
Zowel door het publiek als door vakmensen wordt het programma niet hoog gewaardeerd. De kijkcijfers vallen tegen (lager dan 1 miljoen kijkers per liveshow). Met een dieptepunt op 26 december 2011 toen 278.000 mensen naar het programma keken. Tevens hebben vakmensen als Danny de Munk kritiek geuit naar de optredens (er werd vals gezongen) en het format (de teams strijden te veel tegen elkaar, in plaats van dat ze toewerken naar het selecteren van de juiste kandidaat voor de rol van Tony Manero in de musical).

## De musical
Tegenspeelster van de winnaar van Sunday Night Fever is de winnares van Op zoek naar Mary Poppins, Noortje Herlaar. De musical gaat op 17 februari 2012 in première in Koninklijk Theater Carré in Amsterdam en is aansluitend in 14 theaters door heel Nederland te zien.